# Universität Melbourne

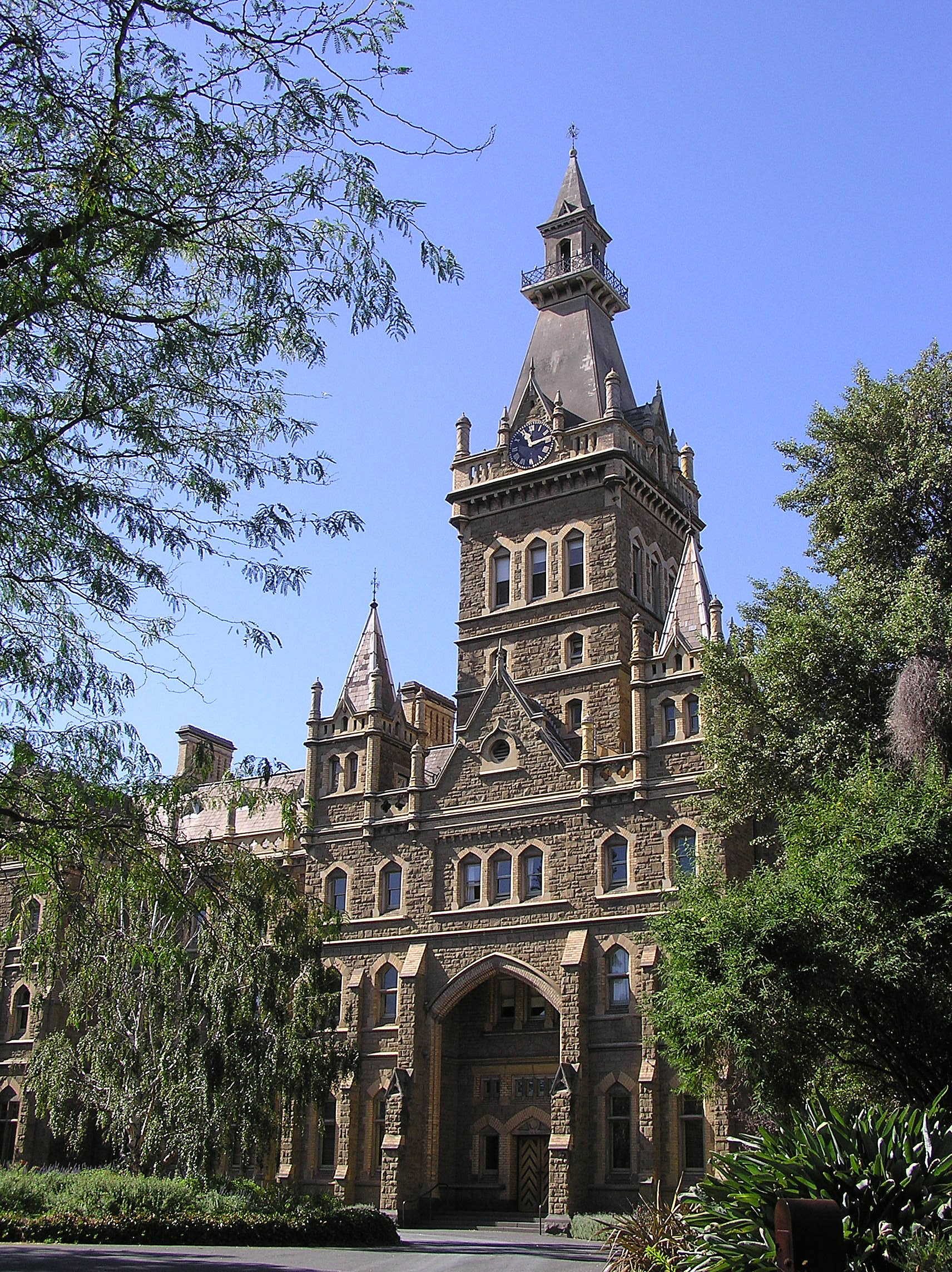
University of Melbourne – Ormond College (2008)

Die Universität Melbourne (englisch University of Melbourne) ist eine staatliche Universität in der australischen Stadt Melbourne und nach der Monash University und der RMIT University die drittgrößte Universität des australischen Bundesstaates Victoria. Sie wurde 1853 gegründet und ist damit die älteste Universität im Bundesstaat Victoria und die zweitälteste Universität Australiens. 
Die Universität ist Mitglied der Group of Eight, einem australischen Hochschulverband, dem die acht führenden Universitäten des Landes angehören. Laut den World University Rankings 2015/2016 der Times Higher Education ist sie mit Platz 33 der Weltrangliste die beste Universität Ozeaniens.
In einigen Fachbereichen zählt die Universität zu den weltweit führenden Institutionen. Im QS World University Ranking belegt die Universität 2014 im Fachbereich Pädagogik weltweit den 2. Platz, in Accounting & Finance den 8. Platz, in Rechtswissenschaften ebenfalls den 8. Platz sowie in Psychologie den 10. Platz. Im Fachbereich Medizin belegt sie den 12. Platz und in Informatik & Wirtschaftsinformatik aktuell den 15. Platz.
Die Universität ist Mitglied der Hochschulnetzwerke Universitas 21 und Association of Pacific Rim Universities (APRU).

## Zahlen zu den Studierenden
2020 waren 69.908 Studierende an der Universität Melbourne eingeschrieben (2016: 61.900, 2017: 65.183, 2018: 68.084, 2019: 70.506). 31.784 davon (45,5 %) hatten noch keinen ersten Abschluss, 31.595 davon waren Bachelorstudenten. 37.536 (53,8 %) hatten bereits einen ersten Abschluss und 4.805 davon arbeiteten in der Forschung.

## Fakultäten
Es gibt 13 Fakultäten:
- Architektur
- Bildende Kunst
- Wirtschaftswissenschaften
- Pädagogik
- Ingenieurwissenschaften
- Agrar- und Ernährungswissenschaften
- Rechtswissenschaften
- Medizin, Zahnmedizin und Krankenpflege
- Wirtschaftsschule Melbourne
- Musik
- Naturwissenschaften
- Veterinärmedizin
- Hochschule der Künste Victoria (Victoria College of the Arts)

## Forschungseinrichtungen
- National Information and Communications Technology Research Centre, kurz NICTA

## Weiterbildung
Das Nossal Institute for Global Health der Universität engagiert sich in Indien bei der Ausbildung zur Primärversorgung psychisch Kranker durch Verbesserung der Mental Health literacy, d. h. des Wissens um psychische Gesundheit und von Sozialarbeitern, die in der Gemeindepsychiatrie arbeiten.